# Penelles
Penelles är en kommun i Spanien.   Den ligger i provinsen Província de Lleida och regionen Katalonien, i den östra delen av landet, 400 km öster om huvudstaden Madrid. Antalet invånare är 524. Arean är 25,5 kvadratkilometer. Penelles gränsar till Castellserà, La Fuliola, Bellmunt d'Urgell, Ivars d'Urgell, Linyola, Bellcaire d'Urgell och Montgai. 
Terrängen i Penelles är platt.